# 津久井湖観光センター
津久井湖観光センター（つくいこかんこうセンター）は、神奈川県相模原市緑区にある観光センター。

## 概要
観光情報の発信と地元の特産物の販売を目的とした、津久井湖の湖岸の施設。全国的にも有名な組み紐、良質の水を活かした地酒、地元の原材料で作られたうどんやかんこ焼き、季節の農産物など津久井の特産品などが購入できる。

## アクセス
JR横浜線・相模線、京王相模原線「橋本駅」から「三ヶ木（中野経由）」行きバス（橋01系統）、「津久井湖観光センター前」下車、徒歩1分。

## 営業時間
午前9時から午後5時まで

## 休業日
年末年始ほか